# Desa Cinagara (administrativ by i Indonesien, lat -7,11, long 108,08)
Desa Cinagara är en administrativ by i Indonesien.   Den ligger i provinsen Jawa Barat, i den västra delen av landet, 170 km sydost om huvudstaden Jakarta.